# Кане-Стаця
Кане-Стаця (пол. Kanie-Stacja) — село в Польщі, у гміні Рейовець-Фабричний Холмського повіту Люблінського воєводства.
У 1975—1998 роках село належало до Холмського воєводства.